# Veuf
Pour les articles homonymes, voir Veuve et Widów.

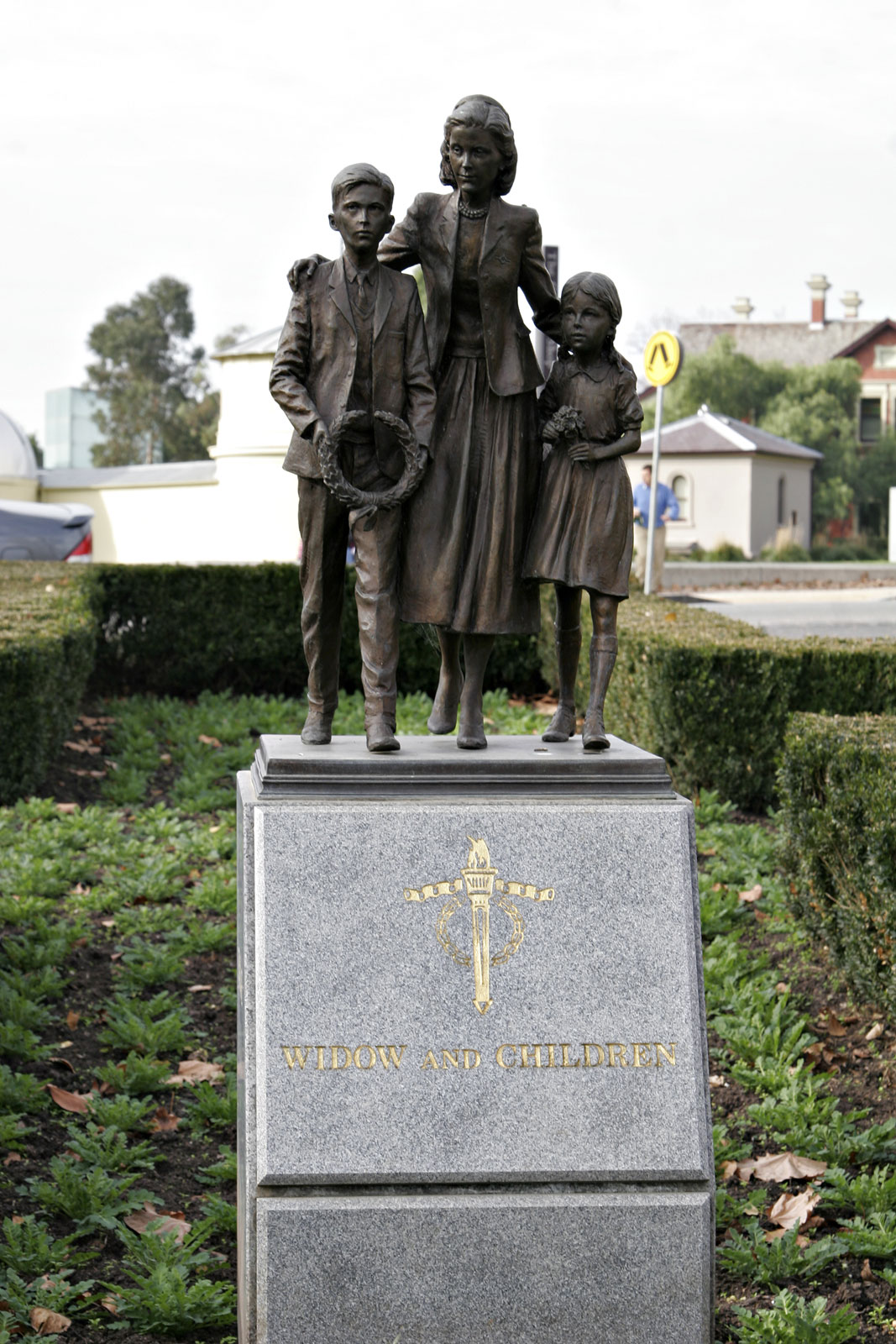
Statue d’une veuve et ses enfants

Une veuve ou un veuf est une personne  dont le conjoint ou la conjointe est décédé. e. Le veuvage correspond à l'état juridique et social de cette personne. Le traitement des veufs et des veuves varie à travers le monde. Ils perdent ce statut — et les droits associés — lors d'un remariage ou d'une remise en couple.